# Pedro Pou
Pedro Pou (Mendoza, 21 de diciembre de 1943 - Buenos Aires, 28 de enero de 2013) fue un economista argentino de tendencia liberal. Fue cofundador del think tank CEMA y presidente del Banco Central de la República Argentina (1996-2001).

## Trayectoria
Formado en economía en la Universidad de Chicago, durante el Proceso de Reorganización Nacional en el año 1978 Pou funda junto a otros funcionarios el Centro de Estudios Macroeconómicos (CEMA),think tank del liberalismo económico de Argentina. Fue ministro de Economía de la Provincia de Buenos Aires durante el régimen militar conocido como  Proceso de Reorganización Nacional. 

### Banco Central de la República Argentina
En 1992 asumió como vicepresidente del Banco Central de la República Argentina, que era presidido por Roque Fernández.
En 1996 Pou llega la presidencia de la entidad el 5 de agosto de 1996, la que ejercería hasta el 25 de abril de 2001.accedió en exclusiva a la demanda por defraudación contra el funcionario y buena parte del directorio del Banco Central por incumplimiento de los deberes de funcionario público y abuso de autoridad, motivos por los que fue procesado. La causa recayó en el juzgado de Adolfo Bagnasco, quien podría remitirla al juez Gabriel Cavallo, quien lo investiga por el cierre y traspaso del Banco Patricios al Mayo.

En 2007, fue procesado por el juez federal Sergio Torres, junto a Fabián Rodríguez Simón por su responsabilidad como “partícipe necesario” en la defraudación fraudulenta de la quiebra del Banco Medefin. La causa investiga la refinanciación de una deuda de USD 60 millones donde Medefin y su controlante Socimer, de la que Rodríguez Simón era representante, realizaron maniobras para beneficiar ilegalmente a ciertos acreedores entre las entidades beneficiadas por el accionar fraudulento de Medefin figura un rescate de obligaciones negociables a favor de Socma Americana SA 
Su desplazamiento del BCRA, ya durante la gestión de Fernando de la Rúa, se produce por discrepancias con el [Ministerio de Economía (Argentina)|Ministro de Economía]] Cavallo y tras una votación e informe de la cámara alta, se realizó una votación donde se aconsejó luego de varias sesiones parlamentarias, la separación de su cargo del presidente del Banco Central, Pedro Pou, hecho que se materializó en abril de 2001 [[En un contexto de deterioro financiero previo a la crisis económica de 2001 en Argentina Cavallo defendía la permanencia del Peso convertible, mientras que Pou proponía directamente la dolarización de la economía. Finalmente de la Rúa decide removerlo del cargo mediante un decreto con la acusación de "mala conducta e incumplimiento de los deberes de funcionario público". 

### Actividad posterior
Tras su retiro de la función pública, se dedicó a su defensa en las múltiples causas que le iniciaron por la falta de controles a la banca privada durante su gestión en el BCRA, y a la expansión de sus negocios particulares. Fue dueño de la bodega Navarro Correas en la Provincia de Mendoza y de un campo de más de 30.000 hectáreas en el sur de la provincia de Entre Ríos, convirtiéndose en uno de los principales productores ganaderos de la provincia.
Falleció a consecuencia de una leucemia que lo aquejaba desde el año 2003.

## Causas judiciales
En 1998 el juez federal Adolfo Bagnasco ordenó el allanamiento del Banco Mayo y del Banco Central en busca de documentación probatoria, a raíz de una denuncia por estafa y asociación ilícita presentada por una asociación protectora de ahorristas, que involucraron al titular del BCRA, Pedro Pou, en maniobras para cerrar el Mayo.
En el 2000 fue acusado de encubrir a Chrystian Colombo, entonces jefe del gabinete de ministros de Fernando de la Rúa y uno de los principales líderes de la UCR junto a Enrique Nosiglia. Colombo fue investigado por una estafa de 12,5 millones de dólares en contra del Banco Nación y en beneficio del Banco Macro. Pou fue acusado de abstenerse de ordenar los pertinentes sumarios.
Pedro Pou fue procesado por el delito de defraudación a la administración pública por la liquidación del Banco Feigin.
En septiembre de 2001, dos fiscales lo acusaron junto al ministro de Economía Roque Fernández de favorecer a un banco en perjuicio del fisco por una suma millonaria. Por esta causa fue procesado en 2007 por el juez federal Sergio Torres por su responsabilidad como “partícipe necesario” en la defraudación fraudulenta de la quiebra del Banco Medefin. La causa investiga la refinanciación de una deuda de  60 millones de dólares donde Medefin y su controlante Socimer, de la que Fabián Rodríguez Simón, hombre de confianza de Mauricio Macri era representante, realizaron maniobras para beneficiar ilegalmente a ciertos acreedores. La Cámara Federal dejó firme su procesamiento “en carácter de partícipe necesario de defraudación en 2009”. Entre las entidades beneficiadas por el accionar fraudulento de Medefin figura un rescate de obligaciones negociables a favor de Socma Americana SA del Grupo Macri. También fue denunciado por la supuesta comisión de los delitos de incumplimiento de los deberes de funcionario público, abuso de autoridad y desbaratamiento de los derechos acordados en una causa que investiga irregularidades en la reestatización del Banco de la Rioja.
Pou también fue procesado por haberse enriquecido ilícitamente y se le trabó un embargo de bienes por cuatro millones de pesos. La investigación por el incremento sospechoso de su fortuna en sus tiempos de funcionario se inició como un desprendimiento del expediente sobre la quiebra del ex banco Basel, a fines de los noventa. La pesquisa había sido impulsada por la Oficina Anticorrupción y estuvo tres años empantanada a raíz de complejos peritajes realizados sobre las propiedades y bienes de Pou y su intento por justificar cómo los adquirió con el sueldo que recibía del Estado. En 2007 recuperó el envión en el marco del juicio de divorcio del exfuncionario y su esposa: ella, Edelmira Carrasco, lo acusó de haber ocultado créditos millonarios del Grupo Greco, al momento de liquidar la sociedad conyugal. Pou habría intervenido en una operación del grupo a fines de los setenta. El dato habría salido a la luz cuando el holding reclamaba sumas millonarias como indemnización por la intervención de la empresa durante la última dictadura.